# Práxedes Mateo Sagasta
Práxedes Mariano Mateo Sagasta y Escolar (ur. 21 lipca 1825 w Torrecilla en Cameros; zm. 5 stycznia 1903 w Madrycie) – polityk hiszpański, założyciel Partii Liberalnej (Partido Liberal), kilkakrotnie sprawujący urząd premiera, wolnomularz.

## Początki
Był synem Klemensa Sagasty i Esperanzy Díaz Escolar należących do rodziny mieszczańskiej. Studiował w Szkole Inżynierów Dróg w Madrycie (Escuela de Ingenieros de Caminos). W tym czasie wstąpił też do partii Partii Postępu (Partido Progresista). Z powodu wyznawanych poglądów liberalnych był skreślony z listy uczniów, gdyż jako jedyny nie zgodził się poprzeć królowej Izabeli II.

## Polityka
Od 1860 w jego partii doszło do kilku spisków. W 1866 wziął udział w przewrocie przeciwko królowej, (Sublevación del Cuartel de San Gil), który zakończył się niepowodzeniem. Został skazany na śmierć, ale udało mu się uciec do Francji. Do kraju powrócił w 1868 po Chwalebnej Rewolucji (La Gloriosa), która doprowadziła do abdykacji.

## Szcześciolecie rewolucyjne 1868-74 (Sexenio Revolucionario)
W tym czasie objął swym urzędem stanowiska różnych ministrów. Po śmierci generała Prima i rozłamie w Partii Postępu wyłoniło się prawicowe skrzydło Sagasty, Partia Konstytucyjna (Partido Constitucional). Wkrótce potem objął on stanowisko premiera. Należy podkreślić jego wielką zdolność do utrzymania w partii jedności, mimo różnego pochodzenia politycznego osób, które tę partię tworzyły (zwykło się na niego mówić: stary pasterz). On też był ostatnim premierem Szcześciolecia, gdy na tron powrócił król w osobie Alfonsa XII.

## Powrót na tron dynastiiBurbonów
W 1880 Sagaście udało się zjednoczyć wszystkich liberałów i tak powstała Partia Liberalna (Partido Liberal Fusionista, od 1885 nosząca nazwę Partido Liberal). Powstała partia na długi czas tworzyła wraz z konserwatystami (których liderem był Cánovas del Castillo) nowy system polityczny nazwany turnismo. W tym czasie był premierem 5 razy, w latach: 1881-1883 1885-1891 1892-1894 1897-1898 1901-1903. 
W 1885 razem ze wspomnianym przywódcą podpisał Pakt Pardo (Pacto del Pardo), w którym zgodził się na poparcie regencji Marii Cristiny (przyszłej matki Alfonso III). W czasie jego rządów wprowadził ważne reformy socjalne, między innymi rozszerzył wolność prasy (1883), ustanowił wolność zrzeszania, co pozwoliło rozwinąć się syndykatowi robotniczemu (1887), przywrócił powszechne prawo wyborcze (1890). Jego partia była alternatywą dla Partii Konserwatywnej (Partido Conservatista).

## Utrata Kolonii
W ostatnich koloniach hiszpańskich (Kuba, Portoryko, Filipiny i Guam) wybuchły bunty, w których interweniowały także Stany Zjednoczone Ameryki Północnej. Wojna hiszpańsko-amerykańska z roku 1898 doprowadziła do ostatecznej utraty tych kolonii. W tym samym roku Sagasta musiał podpisać Traktat Paryski (Tratado de París) oraz wziąć na siebie odpowiedzialność za porażkę.